# HTH
HTH Køkkener A/S er en dansk producent af køkkener, der er en af Nordeuropas største i branchen. Virksomheden har hovedsæde i Ølgod, omsætter for 1,48 mia. kr. og beskæftiger 840 ansatte (2008). Det har siden 1996 været ejet af det svenske firma Nobia, som også ejer Invita og Uno Form.  HTH producerer  køkkener på fabrikken i Ølgod. 

## Historie
HTH blev grundlagt af brødrene Hans Henning og Tonny Haahr i 1966. Navnet refererer til brødrenes initialer: Henning Tonny Haahr. 
HTH driver i dag tre fabrikker: i Ølgod, Farsø og Bjerringbro – samt 130 butikker i 12 lande. En del drives på franchisebasis, mens resten ejes af HTH. Særligt selskabets fokus på gør-det-selv-køkkener har i de senere år øget omsætningen markant. Butikkerne hedder i dag HTH GO eller HTH Gør-Det-Selv. 
Administrerende direktør fra 2008 - 2011 var Henrik Karup Jørgensen. 
Administrerende direktør er Rune Stephansen.